# Балі (провінція)
Бáлі (індонез. Bali) — провінція Індонезії, розташована на острові Балі та низці прилеглих невеликих островів. Омивається з півдня Індійським океаном, з півночі — морем Балі, що належить до басейну Тихого океану. Із заходу головний острів відділений вузькою протокою Балі від острова Ява, зі сходу — протокою Ломбок від однойменного острова Ломбок.
Площа 5 780,06 км². Населення — 3 890 757 осіб (2010, перепис), а в 2019 році — 4 336 900 осіб. Адміністративний центр — місто Денпасар.

## Географія
Більшу частину Балі займають гори. Найвищою вершиною є вулкан Агунг, висота якого становить 3031 метр над рівнем моря. Це діючий вулкан, його виверження 1963 року, яке сталося після 120 років спокою, забрало понад 1500 людських жертв. Більшість низинних районів розташована на південь від гір.
Клімат визначає південно-східний мусон, який приносить вологу в листопаді-березні, протягом травня-жовтня триває сухий сезон.
Флора та фауна Балі нагадують яванські, гори вкриті тропічним лісом. Величезні дерева баньян, які називають тут варінгін, балійці вважають священними. В лісах численні олені та дикі свині, на заході зустрічаються тигри.

### Міста
- Денпасар — столиця та найбільше місто острова.
- Сінгараджа (індонез. Singaraja) — промислове місто на півночі острова.
- Кута (індонез. Kuta) — курортне місто.
- Убуд (індонез. Ubud) — центр балійського художнього життя.
- Клунгкунг (індонез. Klungkung) — центр різьблення по дереву, обробки золота та срібла.
- Ґіаньяр (індонез. Gianyar) — місто з велелюдним базаром.

## Населення
Балі сьогодні — це єдиний регіон Індонезії, де домінує індуїзм. Балійський індуїзм — це поєднання індуїзму, переважно в формі шиваїзму, з елементами буддизму, культу предків, анімістичних та магічних вірувань і практик. Балійці твердо вірять в реінкарнацію. Існують численні місця поклоніння, в кожному селі є храми та громадські зали.
Існують касти, хоча відмінності між ними не такі жорсткі, як в Індії. Більшість балійців належить до найнижчої касти шудр. До вищих каст належать священники (брахмани), воїни та члени королівської родини (кшатрії), торговці (вайш'ї).
Балійська мова відрізняється від яванської, але форма, якою користуються представники вищих верств населення, містить багато яванських слів та запозичень із санскриту.
Кожна сім'я живе у власній садибі, оточеній земляною або кам'яною стіною.
Окремі групи мусульман (яванці та ін.) та китайців живуть у північній та західній частинах Балі, є також невелике число християн.
Етнічний склад населення провінції Балі, за даними переписів населення 2000 і 2010 років, був таким:
| Народи  | Чисельність (2000) | Доля в населенні (2000) | Чисельність (2010) | Доля в населенні (2010) |
| ------- | ------------------ | ----------------------- | ------------------ | ----------------------- |
| Балійці | 2 794 793          | 88,85 %                 | 3 336 065          | 85,97 %                 |
| Яванці  | 214 598            | 6,82 %                  | 372 514            | 9,60 %                  |
| Інші    | 135 977            | 4,32 %                  | 172 142            | 4,43 %                  |
| Всього  | 3 145 368          | 100,00 %                | 3 880 721          | 100,00 %                |

## Історія
За свідченням китайських та індійських джерел, ще до VII ст. балійці прийняли індуїзм. Балійський принц Ерланга 1019 р. став засновником яванської держави Кагуріпан (згодом Кедірі). 1284 року Кертанагара, останній магараджа Сінгасарі, індуїстської держави в Східній Яві, захопив Балі, але після його смерті в 1292 р. острів відновив свою незалежність. 1343 року Балі потрапив під владу яванської імперії Маджапагіт й залишався під її владою поки ця індуїстська держава 1478 року не була повалена мусульманами. В XVI ст. острів Балі залишився останнім оплотом індуїзму на теренах сучасної Індонезії. Сюди пересилилося багато яванської індуїстської знаті, священників та інтелектуалів.
Голландці вперше відвідали Балі 1597 року, тоді острів був поділений між декількома мусульманськими державами, які воювали між собою. 1894 року голландці анексували держави Булеленг та Джембрана на півночі Балі. 1906 року вони атакували Денпасар, а 1908 року захопили весь острів, при цьому загинуло понад 3,5 тис. балійців.
Під час Другої світової війни, Балі, як і вся Індонезія, був окупований японськими військами. В 1946 році на заході Балі відбувся бій між голландськими військами та індонезійською революційною армією. 1950 року острів став частиною Республіки Індонезія.

## Економіка
Більшість балійців зайнята в сільському господарстві. Головною продовольчою культурою є рис, його вирощують вологим способом. Близько чверті сільськогосподарських площ зрошується, решта використовується для вирощування ямсу, маніоку, кокосової пальми, фруктів, є також насадження олійної пальми та кави. Розводять велику та дрібну рогату худобу. Є декілька м'ясокомбінатів. Рибальство не відіграє суттєвого значення. Острів імпортує продовольство, але яловичина, свинина, кава, копра та пальмова олія є експортними товарами.
Земельні ділянки на Балі в середньому мають по 1 га. Селяни об'єднуються в кооперативи з метою ефективного використання водних ресурсів.
Важливе значення для економіки Балі мають туризм та продаж ремісничих виробів.
Поблизу Денпасара є міжнародний аеропорт.

## Адміністративний поділ

Мапа провінції Балі

Провінція Балі ділиться на 9 територіальних одиниць нижчого рівня — 8 округів (кабупатенів) і 1 муніципалітет (місто, кота):
| № | Адм. одиниця                            | Адм. центр                       | Територія км² | Населення осіб (2010) |
| - | --------------------------------------- | -------------------------------- | ------------- | --------------------- |
| 1 | округ Джембрана (індонез. Jembrana)     | Неґара (індонез. Negara)         | 841,80        | 261 638               |
| 2 | округ Табанан (індонез. Tabanan)        | Табанан                          | 1013,88       | 420 913               |
| 3 | округ Бадунг (індонез. Badung)          | Мангупура (індонез. Mangupura)   | 418,62        | 543 332               |
| 4 | округ Ґіаньяр (індонез. Gianyar)        | Ґіаньяр                          | 368,00        | 469 777               |
| 5 | округ Клункунг (індонез. Klungkung)     | Семарапура (індонез. Semarapura) | 315,00        | 170 543               |
| 6 | округ Банглі (індонез. Bangli)          | Банглі                           | 490,71        | 215 353               |
| 7 | округ Карангасем (індонез. Karangasem)  | Амлапура (індонез. Amlapura)     | 839,54        | 396 487               |
| 8 | округ Булеленг (індонез. Buleleng)      | Сінгараджа (індонез. Singaraja)  | 1364,73       | 624 125               |
| 9 | місто Денпасар (індонез. Kota Denpasar) |                                  | 127,78        | 788 757               |
|   | Разом                                   |                                  | 5780,06       | 3 890 428             |

## Культура
Балійці захоплюються музикою, поезією, танцями, люблять свята, виявляють неабиякі здібності в декоративно-прикладному мистецтві. Захоплюються боями півнів та іншими азартними іграми. Типовий балійський оркестр (гамелан) складається з різних ударних інструментів, двострунної скрипки та флейти. Такий оркестр є в кожному селі. Сценічні п'єси й особливо танці є невід'ємною частиною життя балійців. Вони наповнені магічно-релігійним значенням і засобами пантоміми розповідають різні історії. Високого розвитку досягли балійські скульптура, живопис, різьблення по дереву та кістці, виготовлення срібних виробів. Дерев'яні труни, в яких несуть тіло до місця кремації, балійці роблять у формі тварин.

## Пам'ятки
- Пура Бесакіх — найбільший і найважливіший індуїстський храм на Балі.
- Таман Аюн (індонез. Pura Taman Ayun) — королівський храм Менгві поблизу Денпасара.
- Ботанічний сад Балі.
- Храм Улун Дану на озері Братан (індонез. Pura Ulun Danu Bratan).
- Храм Лугур Улувату (індонез. Pura Luhur Uluwatu), де проводяться вистави кечак (балійська форма музичної й танцювальної драми).
- Храм Пура Танах Лот.
- Вулкан Батур (індонез. Gunung Batur).
- Водоспад Гітгіт (індонез. Air Terjun Gitgit).
- Вулкан Каві (індонез. Gunung Kawi).
- Гоа Гаджа (індонез. Goa Gajah) — храм біля Убуда, «печера слона».
- Тіртаганга (індонез. Tirta Gangga) — водний палац в Амлапурі.